# Конър Макгрегър
Конър Антъни Макгрегър (на ирландски: Conchúr Antóin Mac Gréagóir) е ирландски професионален боец в ММА и професионален боксьор. Макгрегър е бивш шампион в лека и полулека категория на Ultimate Fighting Championship (UFC). През 2016 г. достига до №2 в ранглигистата на UFC за най-добър боец без разлика в категорията (pound-for-pound).

## Биография
Конър Антъни Макгрегър е роден в Crumlin, Дъблин на 14 юли 1988 г., син на Тони и Маргарет Макгрегър. Развива страстта си към спорта. В младостта си той играе във футболен клуб „Селтик“ в Лурд. На 12-годишна възраст Макгрегър започва да се боксира в Клумъл Бокс Клуб. През 2006 г. Макгрегър се премества със семейството си в Лукана, Дъблин, където учи в „Gaelcholáiste Coláiste Cois Life“. След това започва работа като водопроводчик. Докато е в Лукан, той се среща с бъдещия UFC боец Tom Egan и заедно започват да изучават смесени бойни изкуства (MMA).

## Спортна кариера

### MMA
Макгрегър започва кариерата си в MMA през 2008 г., а през 2012 г. печели Cage Warriors Featherweight и Lightweight Championships, като държи и двете титли едновременно, преди да ги освободи след като подписва договор с UFC. През 2015 г. в изданието UFC 194, той побеждава Жозе Алдо за титлата в UFC Featherweight Championship чрез нокаут в 13-а секунда на първия рунд, което е най-бързата победа в историята на UFC двубой за титла. Тази победа го превръща и в първия носител на титла в UFC от Ирландия и му донася петия пореден бонус в организацията. Същата година ESPN го удостоява с приза за най-добър боец на годината. След победата си над Еди Алварес в изданието UFC 205 (ноември 2016), Макгрегър става първият боец в историята на UFC, който държи титли в две различни категории едновременно.

### Бокс
Макгрегър започва своята професионална боксова кариера през 2017 г. В дебютния си боксов мач той губи от Световния шампион Флойд Мейуедър-младши.

### Рекорди
Рекорди в професионалната кариера на Конър Макгрегър:
- На IFC 4 (Immortal Fighting Championships) (април 2011) нокаутира Пади Дохърти за 3,5 секунди, което към този момент е вторият най-бърз нокаут в историята на ММА.[7]
- На UFC 194 (декември 2015) нокаутира непобедения 10 години шампион Жозе Алдо в категория перо (Featherweight), с което постига най-бързата победа (13 секунди) в историята на двубоите за титла в UFC.
- На UFC 202 (август 2016) реваншът му с Нейт Диас постига рекордните продажби на Pay-per-View от 1,65 млн. абоната.
- На UFC 205 (ноември 2016) става първият боец в историята на UFC, който държи едновременно титли в две различни категории – перо и лека.[8]
- Към ноември 2016 г. постига второ място – най-високата си позиция в класацията на UFC, независимо от категорията (pound-for-pound).[9]
- „Битката на годината“ (август 2017 г.) – боксовият мач между Конър Макгрегър и Флойд Мейуедър-младши, подобрява редица рекорди:
  - Срещата е на второ място във вечната класация за най-гледаните платени мачове в историята на PPV битките с 4,3 млн. абонати, по официални данни на „Шоутайм“. Единична цена за гледане в САЩ – $99,95, в България – 5,99 лв.[10] Общите приходи възлизат на около 400 млн. долара. Единственият двубой, с по-добри резултати, е боксовата среща между Мейуедър и Мани Пакиао – 4,6 млн. зрители по системата PPV.[11]
  - В България е постигнат рекорден брой регистрирани за PPV – близо 10 000 души.
  - Възможно е това да е най-пиратствания двубой за всички времена, извършен с нелегален стрийм в реално време, като фирмата за дигитална сигурност Irdeto отчита 2,9 млн. души гледали двубоя безплатно.[12]
  - Мейуедър печели с нокаут 50-ата си победа от 50 професионални срещи. Това е 27-ия нокаут в кариерата му. Предишният рекорд е на Роки Марчиано е с 49 победи в 49 мача, от които 43 са с нокаут.[13]
  - Мейуедър става едва третият спортист в историята, заработил над $1 млрд. в кариерата си, след баскетболиста Майкъл Джордан и голфъра Тайгър Уудс.
  - През 2017 г. Мейуедър печели $285 млн. ($10 млн. от реклама, а останалите от мача с Конър Макгрегър), което го прави най-добре платения спортист на планетата, според класацията на „Форбс“.[14] Самият Макгрегър е 4-ти в класацията с $99 млн. Гарантираните хонорари за двубоя им са $100 милиона за Флойд Мейуедър и $30 милиона (взема около $75 млн.) за Конър Макгрегър.[15]
- На UFC 229 (октомври 2018 г.), в битката с Хабиб Нурмагомедов, събитието генерира рекордните за компанията продажби на 2,4 милиона PPV, с което задминава рекорда от UFC 202, отново с участието на Конър.[16]
- На UFC 246 (януари 2020 г.) двубоят му с Доналд Серони е първият в историята, който е закупен от 1 млн. потребители на услуга за онлайн излъчване ESPN+. UFC 246 съвпада с рекорден ръст на потребителите на ESPN+ от 6,6 млн. през декември до 7,6 млн. през януари.[17] Билетите за мача са изкупени за 3 минути.
- На UFC 246 (януари 2020 г.) получава рекордния за боец на UFC хонорар от 7,35 млн. британски лири (≈16,5 млн. лв.).[18]
- На UFC 246 (януари 2020 г.) става първият боец в историята на UFC, който има победи с нокаут в три |категории – перо, лека и полусредна.[19]
- Към април 2020 г. в UFC има 5 участия в главното събитие в 6-те най-продавани PPV събития в UFC.[20]
- Към април 2020 г. в UFC има най-много победи преди изтичане на редовното време (с нокаут или събмишън) в категория перо (Featherweight) – 6 на брой.
- Към април 2020 г. в UFC има най-много победи в категория перо (Featherweight) – 6 на брой.
- Към април 2020 г. в UFC е на 2-ро място по получени бонуси „Представяне на вечерта“ – 7 на брой.
- Към април 2020 г. в UFC е на 3-то място в класацията за най-много нанесени удари с ръце на минута, с коефициент 5,82 (сред бойците с минимум 10 срещи).
- Макгрегър е най-скъпоплатеният спортист в света за периода 1 май 2020 – 1 май 2021 г. със $180 млн. (от които $158 млн. от продажбата на мажоритарния дял от неговата марка уиски), следван от Лионел Меси ($130 млн.), в класацията на Форбс.[21]

Макгрегър има 9 участия в главното събитие сред 14-те най-продавани PPV измежду всички бойните спортове за всички времена. Класация на най-продаваните PPV към 14.07.2021 г.:
| №  | Събитие                  | Име на събитието        | Дата       | Закупени PPV | Бележка |
| 1  | Мейуедър срещу Пакиао    |                         | 2015.05.02 | 4 600 000    | |
| 2  | Мейуедър срещу Макгрегър |                         | 2017.08.26 | 4 300 000    | За „Коланът на парите“, направен от алигаторска кожа, 1,5 кг злато, 3360 диаманта, 600 сапфира и 300 изумруда |
| 3  | UFC 229                  | Хабиб срещу Макгрегър   | 2018.10.06 | 2 400 000    | За титлата UFC Lightweight Championship                                                                       |
| 4  | Мейуедър срещу Канело    | The One                 | 2013.09.14 | 2 200 000    | |
| 5  | UFC 264                  | Порие срещу Макгрегър 3 | 2021.07.10 | 1 800 000    | |
| 6  | UFC 202                  | Диаз срещу Макгрегър 2  | 2016.08.20 | 1 600 000    | |
| 7  | UFC 257                  | Порие срещу Макгрегър 2 | 2021.01.23 | 1 600 000    | |
| 8  | Мейуедър срещу Cotto     |                         | 2012.05.05 | 1 500 000    | |
| 9  | UFC 246                  | Макгрегър срещу Сероне  | 2020.01.18 | 1 353 429    | |
| 10 | UFC 196                  | Макгрегър срещу Диаз    | 2016.03.05 | 1 317 000    | |
| 11 | UFC 100                  |                         | 2009.07.11 | 1 300 000    | |
| 12 | UFC 251                  | Усман срещу Масвидал    | 2020.07.11 | 1 300 000    | |
| 13 | UFC 205                  | Алварес срещу Макгрегър | 2016.11.12 | 1 300 000    | За титлата UFC Lightweight Championship                                                                       |
| 14 | UFC 194                  | Алдо срещу Макгрегър    | 2015.12.12 | 1 200 000    | За титлата UFC Featherweight Championship                                                                     |

## Награди
- Bleacher Report
  - 2015 Fighter of the Year[24]
  - 2016 Fight of the Year vs. Nate Diaz на UFC 202[25]
- ESPN
  - 2015 Fighter of the Year[26]
- ESPY Award
  - 2016 Best Fighter ESPY Award
  - 2016 ESPY Awards – номинация за Best Breakthrough Athlete ESPY Award[27]
- Fight Matrix
  - Lineal Featherweight Championship (one time, current)[28]
- Fox Sports (United States)
  - 2015 Fighter of the Year[29]
  - 2016 Fight of the Year vs. Nate Diaz на UFC 202[30]
- MMA Fighting
  - 2015 Event of the Year headlined at UFC 189[31]
  - 2015 Fighter of the Year[31]
- MMA Junkie
  - 2015 December Knockout of the Month vs. José Aldo[32]
  - 2015 Fighter of the Year[33]
  - 2016 March Fight of the Month vs. Nate Diaz[34]
  - 2016 August Fight of the Month vs. Nate Diaz[35]
- MMA Insider
  - 2013 Best UFC Newcomer[36]
- MMA Mania
  - 2015 Event of the Year headlined at UFC 189[37]
  - 2015 Fighter of the Year[38]
- RTÉ Sport
  - 2016 RTÉ Sports Person of the Year
- Rolling Stone
  - 25 Hottest Sex Symbols of 2015 inclusion[39]
- Severe MMA
  - 2014 Irish Pro Fighter of the Year[40]
  - 2015 Irish Pro Fighter of the Year[41]
  - 2015 Fighter of the Year[41]
- Sherdog
  - 2014 Breakthrough Fighter of the Year[42]
  - 2015 Event of the Year headlined at UFC 194[43]
  - 2015 Knockout of the Year vs. José Aldo[44]
  - 2015 Fighter of the Year[45]
  - 2016 Fighter of the Year[46]
- The MMA Community
  - 2015 Male Fighter of the Year[47]
- Time Magazine
  - 2017 Top 100 Most Influential People inclusion[48]
- VIP Style Awards
  - 2015 Ireland's Most Stylish Man
- World MMA Awards
  - 2014 International Fighter of the Year[49]
  - 2015 International Fighter of the Year[50]
  - 2014 Fighter of the Year[49]
  - 2015 Fighter of the Year[51]
- Wrestling Observer Newsletter
  - 2016, 2017, 2018 и 2020 Best Box Office Draw[52]
  - 2015, 2016 и 2017 Best on Interviews[53]
  - 2015 Feud of the Year vs. José Aldo[53]
  - 2016 Feud of the Year vs. Nate Diaz[52]
  - 2016 и 2018 Mixed Martial Arts Most Valuable[52]
  - 2016 Most Charismatic[52]
  - 2015 и 2016 Most Outstanding Fighter of the Year[52][53]